# Lisieux-i Kis Szent Teréz-emléktemplom
A Lisieux-i Kis Szent Teréz-emléktemplom római katolikus templom Szerbiában, a vajdasági Zentán. A Szabadkai egyházmegyéhez tartozik. 2017. szeptember 11-én, a zentai csata 320. évfordulóján szentelték fel.

## Történelem
A templomot Zenta legtöbb katolikus hívet számláló és legszegényebb részén emelték. A munkásnegyedben már 1912-ben felvetődött a templomépítés gondolata; ebből 1913-ban egy kápolna valósult meg, és ekkortól vezethettek itt anyakönyveket.
Az 1970-es években új plébániaépületet emeltek, és a régit templommá és hittanteremmé alakították át. A szentély végleges formáját 1990-ben alakították ki.
Az új templom építése 1997-ben, a Zentai csata 300. évfordulóján kezdődött. Lisieux-i Szent Teréz halálának centenáriuma csak néhány nappal tolódott el a csata évfordulójától, ezért az épülő nagytemplomot is neki szentelték. A két említett évforduló mellett egy harmadik is okot adott az építkezés megkezdésére: István 997-ben lett fejedelem, és a koronázás ezeréves évfordulója is közeledett. 

## Épület
A templom szimbolikájában az ezeréves magyar államra, és a magyar nemzeti összetartozásra hívatott emlékeztetni, a három kupola a magyar címerben található hármashalomra utal a kettőskereszttel. Ezzel egyúttal a fel nem épült Szent István-templomot is pótolni rendeltetett.

## Tevékenységek

### Hitélet
Az 1990-es évek elején lelkiségi ifjúsági csoportok, családközösségek alakultak, karmelita harmadrend és karitatív csoportok is létrejöttek.